# Mostovo, Plovdiv
Mostovo (în bulgară Мостово) este un sat în comuna Asenovgrad, regiunea Plovdiv,  Bulgaria. 

## Demografie
Componența etnică a satului Mostovo
     Bulgari (98,71%)
     Nicio identificare (1,28%)
     Altele (0%)
La recensământul din 2011, populația satului Mostovo era de 78 locuitori. Din punct de vedere etnic, majoritatea locuitorilor (98,71%) erau bulgari. Pentru 1,28% din locuitori nu este cunoscută apartenența etnică.